# Jason Crump
Jason Crump, född 1975, är en framstående speedwayförare från Australien och son till den före detta australiensiska speedwayföraren Phil Crump.
Crump har blivit världsmästare 2004, 2006 och 2009. Därtill har han flera VM-medaljer. Han är känd för sin tuffhet och sin förmåga att köra om framifrån. Tidigare ansågs han även ha ett väldigt hett temperament vilket emellanåt ledde till en del konflikter med motståndare. 
Han kör i Elitserien i Sverige och då för Elit Vetlanda (tidigare VMS Elit). Han kör även för Atlas Wroclaw Polen och har tidigare representerat både Poole Pirates och Belle Vue Aces i engelska Elite League.  Han har även tidigare representerat Vargarna i Elitserien.
Sedan år 2001 har han aldrig kommit utanför topp-3 Grand Prix-serien.